# Novokalínovka
Novokalínovka - Новокалиновка (rus) - és un khútor del krai de Krasnodar, a Rússia. Es troba a la riba esquerra del riu Nepil, tributari del riu Adagum, a 25 km al nord-oest de Krimsk i a 99 km a l'oest de Krasnodar, la capital.
Pertany al municipi de Pàvlovski.